# Cannes-de-Roches
Pour les articles homonymes, voir Cannes (homonymie).
Cannes-de-Roches est une localité du Québec située dans la ville de Percé en Gaspésie. Le hameau est à un km au sud de Coin-du-Banc et à 6 km au nord-ouest du centre du village de Percé. Il est compris dans le secteur Percé de la ville de Percé.

## Géographie
Deux lieux voisins contenant « cannes de roches » existent dans La Malbaie.
- Anse des Cannes de Roches[2] (48° 33′ 06″ N, 64° 17′ 04″ O)
- Pointe des Cannes de Roches[3] (48° 32′ 50″ N, 64° 16′ 11″ O)

Par contre, un autre est situé à la Pointe-à-la-Renommée, au nord de Gaspé :
- Cap des Cannes de Roches[4] (48° 57′ 13″ N, 64° 18′ 47″ O)

La localité est accessible via la route 132 qui longe le littoral. Il y a également la route des Failles qui contourne les montagnes et la relie au village de Percé.

## Toponyme
Selon la Commission de toponymie du Québec, le nom du lieu ferait référence à des oiseaux nichant dans les falaises. « Tout indique qu'il s'agissait des femelles du cormoran à aigrettes, nichant en abondance sur les côtes abruptes de la Gaspésie, que les pêcheurs appelaient familièrement des canes. L'usage a retenu le mot formé d'un double n. »

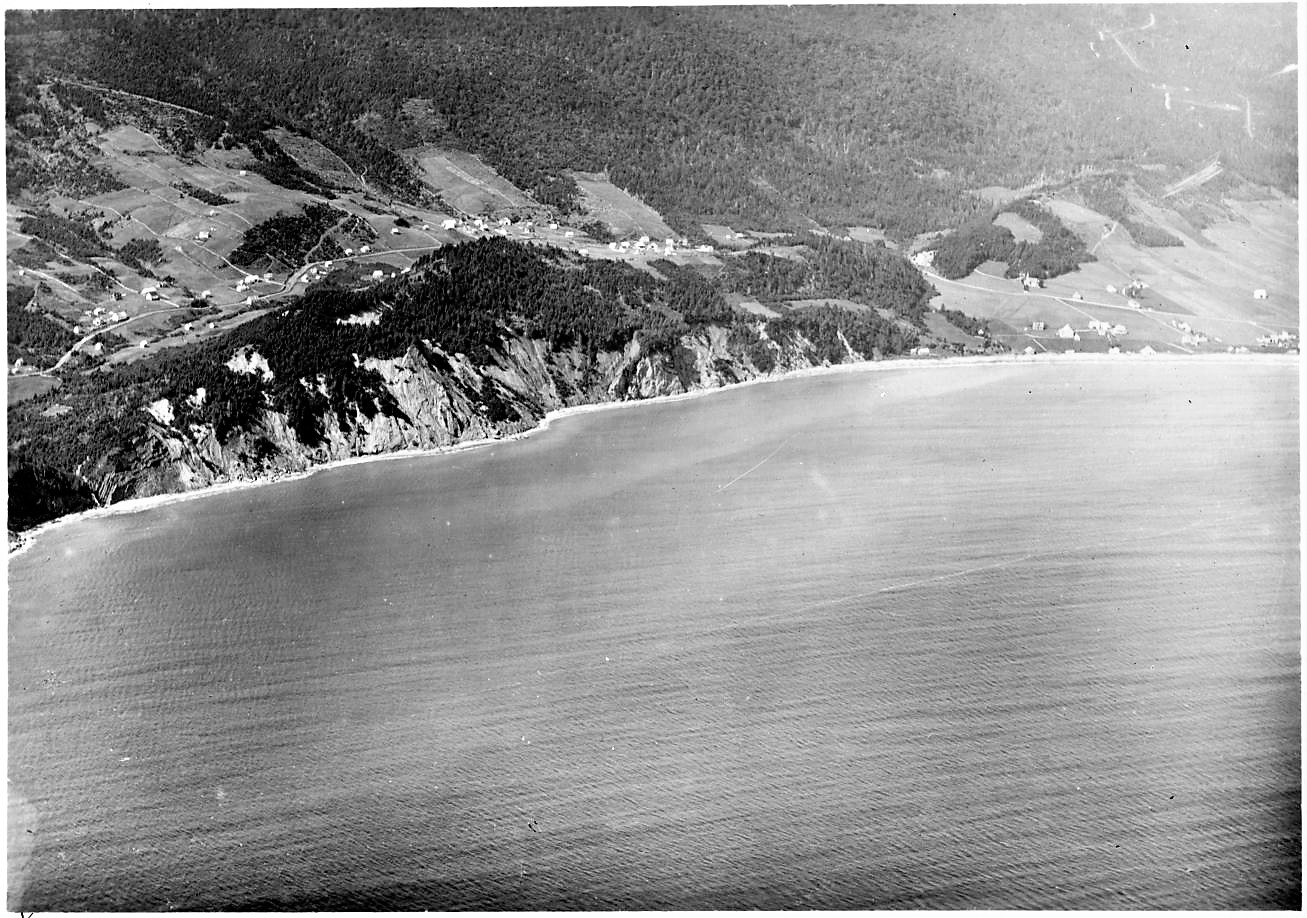
Vue aérienne
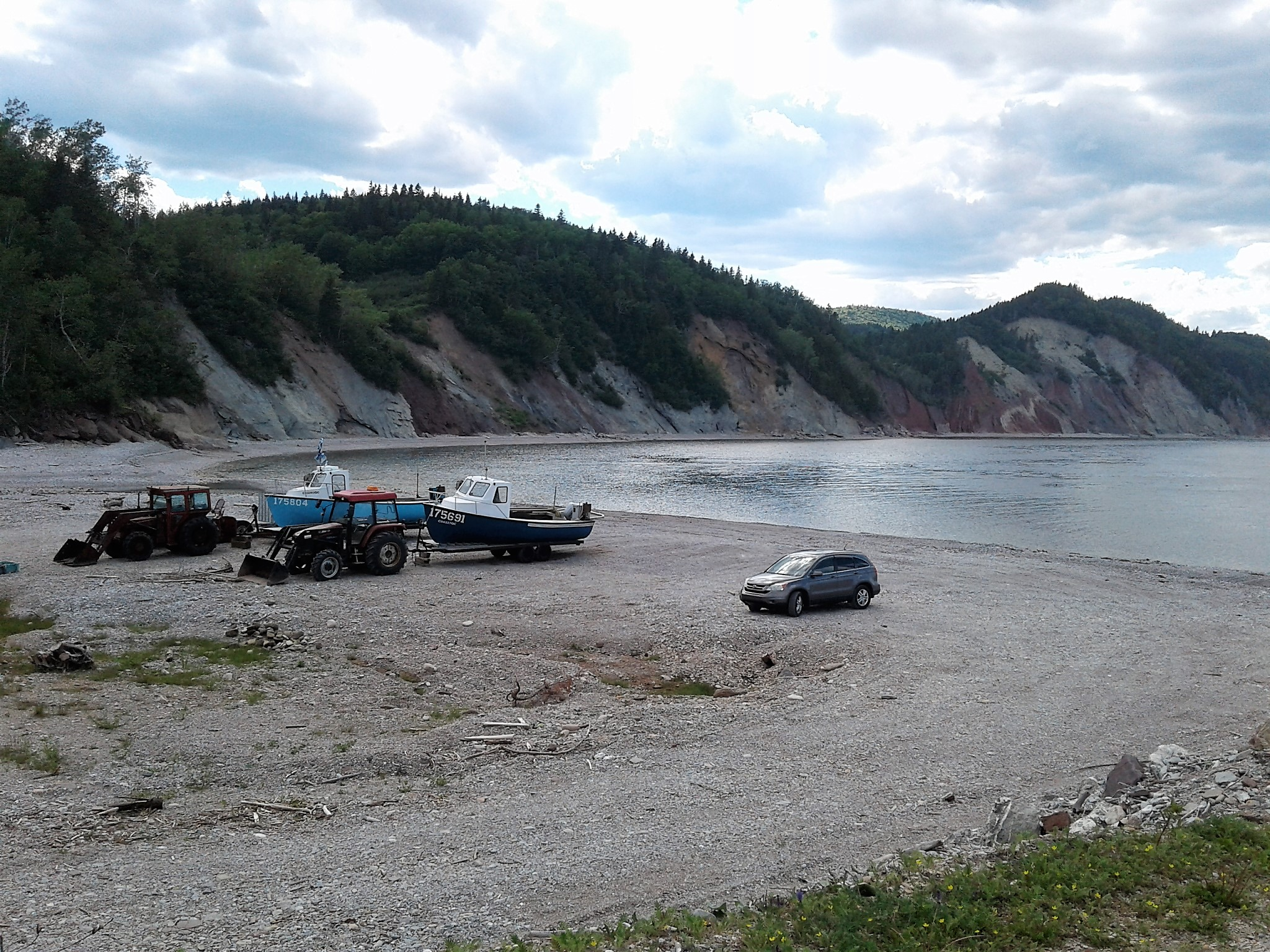
Havre des pêcheurs
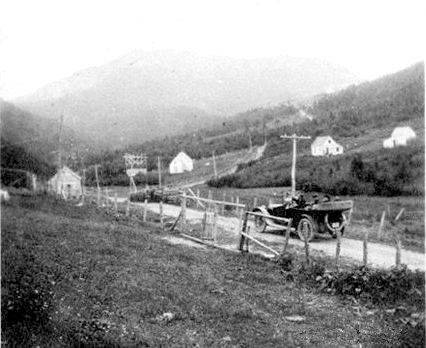
Route des Failles